# Key Art Awards
I Key Art Awards sono dei premi annuali nati nel 1989, assegnati ai vari materiali di promozione di film, come trailer e poster. I premi sono sponsorizzati dal The Hollywood Reporter, giornale specializzato nell'intrattenimento e nel cinema.
Dal 2011 l'azienda Society Awards, che disegna e crea i trofei per altri premi, ha creato il Key Art Award, un faro mobile d'oro.
L'edizione 2013 si è svolta nel celebre TCL Chinese Theatre di Hollywood.

## Premi
Le categorie principali di premi sono le seguenti:
- Miglior spot
- Miglior tecnica audio/visiva
- Miglior trailer
- Miglior poster
- Miglior campagna pubblicitaria

### Premio Onorario
Nel 2013 è stato conferito, per la prima volta, l'Honorary Key Art Recipients a Stan Lee ed Hans Zimmer.